# Zapatera Norte
Zapatera Norte ist eine Ortschaft im Departamento Tarija im südamerikanischen Andenstaat Bolivien.

## Lage im Nahraum
Zapatera Norte ist größte Ortschaft im Kanton Zapatera im Municipio Caraparí im südwestlichen Teil der Provinz Gran Chaco. Die Ortschaft liegt auf einer Höhe von 895 m am Zusammenfluss von Río Carahuatarenda und Quebrada Arrayanal, deren Fortsetzung flussabwärts zum Río Palos Blancos wird.

## Geographie
Zapatera Norte liegt zwischen den bolivianischen Anden-Ketten im Westen und dem Tiefland des subtropischen Gran Chaco im Osten. Das Klima ist subtropisch mit heißem feuchten Sommer und mäßig warmem und trockenen Winter.
Die Jahresdurchschnittstemperatur liegt bei knapp 22 °C, die durchschnittlichen Monatswerte schwanken zwischen 15 °C im Juni/Juli und 26 °C im Januar (siehe Klimadiagramm Yacuiba). Der Jahresniederschlag beträgt knapp 1100 mm, bei einer viermonatigen Trockenzeit von Juni bis September mit Monatsniederschlägen unter 15 mm und einer Feuchtezeit von Dezember bis März mit 160–200 mm Monatsniederschlag.

## Verkehrsnetz
Zapatera Norte liegt in einer Entfernung von 200 Straßenkilometern östlich von Tarija, der Hauptstadt des Departamentos.
Durch Zapatera Norte führt eine unbefestigte Landstraße, die nach Westen hin nach Zapatero Centro, nach Süden hin in das zwanzig Kilometer entfernte Itaú führt, und nur drei Kilometer westlich der Nationalstraße Ruta 29 liegt. Diese führt aus südlicher Richtung kommend von Caraparí über Acheral nach Palos Blancos und trifft dort auf die Ruta 11. Diese führt 173 Kilometer nach Westen und trifft acht Kilometer vor Tarija auf die Ruta 1, die von dort aus nach Norden den gesamten Altiplano durchquert und über die Großstädte Potosí, Oruro und El Alto schließlich Desaguadero an der peruanischen Grenze erreicht.

## Bevölkerung
Die Einwohnerzahl der Ortschaft ist im vergangenen Jahrzehnt nur wenig angestiegen:
| Jahr | Einwohner         | Quelle       |
| ---- | ----------------- | ------------ |
| 1992 | keine Detaildaten | Volkszählung |
| 2001 | 183               | Volkszählung |
| 2012 | 191               | Volkszählung |
| 2024 |                   | Volkszählung |